# カダアン・オグル
カダアン・オグル（モンゴル語: Qada'an oγul、中国語: 合丹、生没年不詳）は、チンギス・カンの子のオゴデイの息子で、モンゴル帝国の皇族。『元史』などの漢文史料では合丹、『集史』などのペルシア語史料ではقدان اغور（Qadān āghūr）と記される。
オグル（oγul）はテュルク諸語で「王子」の意。

## 概要
カダアン・オグルはオゴデイの六男として生まれた。『集史』「オゴデイ・カアン紀」によると側室のエルゲネより生まれ、幼い頃はチャガタイのオルドで養育されたという。
オゴデイ家では長男のグユクを筆頭にトルイ家と確執があり、オゴデイ死後には帝位を巡ってオゴデイ家とトルイ家の間で政争が繰り広げられた。しかしカダアンとコデン家のみはトルイ家のモンケが即位するのに協力し、他のオゴデイ王家が報復人事を受けたのに対し、結果としてその地位を保った。『元史』によると、モンケの即位後カダアンのウルスはビシュバリク方面に置かれていたという。オゴデイ家の中でもモンケ派にまわったカダアン・ウルスとコデン・ウルスはオゴデイ・ウルスの中でも東方に位置しており、この時オゴデイ・ウルスは西方の反トルイ派と東方の親トルイ派に分裂していたと言える。
モンケ・カアンによる南宋親征が始まると、カダアンはカラチャル家のトタクとともにオゴデイ家を代表してモンケ軍に加わったが、モンケ・カアンは遠征先で病没してしまった。モンケ・カアンの死後、再び帝位を巡ってクビライとアリクブケの間で帝位継承戦争が勃発すると、カダアンはクビライ派についた。1260年の上都クリルタイではほとんどの参加者が「左手の五投下」「東道諸王」といった左翼の有力者ばかりであった中で、チャガタイ家のアジキとともに数少ない右翼諸王出身者としてクビライを推戴した。郝経は賈似道にあてた書簡でクビライ派の主要人物としてカダアン（合丹）大王、モゲ（摩歌）大王、タガチャル（塔察）国王ら3名の名を挙げ、カダアンは「先帝の終わるるや、率先して［クビライを］推戴し」たと述べている。
帝位継承戦争において、カダアンはクビライ派の左翼軍として、西方戦線で活躍した。西方戦線における戦闘はアリクブケの有力者の一人アラムダールが軍を率いて南下し、河西地方のコデン・ウルスに大打撃を与え、河西一帯を占領したことより始まった。アラムダールの活躍にクビライ派の中では一時河西地方を放棄する案も出たが、最終的にはクビライの命によりカダアンを長とする軍勢をアラムダール討伐のため西方へ派遣することが決まった。カダアンの軍勢は陝西方面に権益を持つオングト部の汪良臣、アンチュルらと合流し、最終的にカダアン、バチン（八春、Bačin）、汪良臣の3名がそれぞれ軍団を率いてアラムダール軍に相対した。
カダアン軍とアラムダール軍が対峙したのは非常に風の強い日だったため、汪良臣は軍士に命じて馬を下り刀剣を用いて攻撃させ、汪良臣手ずから敵兵を数十人斬る奮戦ぶりもあってアラムダール軍は劣勢に陥った。更にカダアン軍はアラムダール軍の逃走経路に待ち伏せてこれを大いに破り、遂に主将たるアラムダール・クンドゥカイを殺害した。『集史』ではアラムダールを殺害したのはカダアン・オグルであると明記する。
帝位継承戦争以後、カダアンは史料上に現れることが少なくなり間もなく亡くなったものと見られる。

## カダアン王家
カダアンは他のオゴデイ王家とは違いトルイ家に接近することで地位を保つことに成功したが、その息子達は逆に他のオゴデイ王家と協力する道を選んでいった。
カダアンの息子の一人、キプチャクはオゴデイ系カシン家のカイドゥとチャガタイ家のバラクの同盟関係構築を仲介し、後のカイドゥ・ウルス成立に大きな役割を果たした。また、別の息子のイェスン・トゥアはイドゥ・ウルスに身を寄せていたが、カイシャン（後の武宗クルク・カアン）の攻撃によりアルタイ山脈方面で大元ウルスに降伏している。
大元ウルスに降伏後、カダアン・ウルス当主の座は隴王コランサ（Qorangsa、火郎撒）に引き継がれ、領地は河西方面に置かれたものと見られる。

## 子孫
カダアンの子孫に関しては『元史』に代表される東方の漢文史料と『集史』に代表される西方のペルシア語史料では記述が異なる。
まず、『集史』は「カダアンの息子は7人」であると明記した上で、ドルジ（دورجی/Dūrjī）、イェスル（ییسور/Yīsūr）、キプチャク（قبچاق/Qibchāq）、カダアン・ウブク（قدان اوبوک/Qadān ūbūk）、クルムシ（قورمشی/Qūrmshī）、イェイェ（ییه/Yeye）、アジキ（اجیقی/Ajīqī）という7人の息子の名前を挙げる。また、『集史』の系図を増補した『五族譜』ではアジキを除いてエブゲン（ابوکانAbūkān）という名前を載せる。一方、『元史』「宗室世系表」はドルジ（覩爾赤/dǔěrchì）王、エブゲン（也不干/yěbúgān）大王、イェスル（也速児/yěsùér）大王、イェスン・トゥア（也孫脱/yěsūntuō）大王、コニチ（火你/huǒnǐ）大王という5人の息子の名前を挙げる。
ドルジ（Dorǰi＝دورجی/Dūrjī＝覩爾赤/dǔěrchì）・イェスル（Yesür＝ییسور/Yīsūr＝也速児/yěsùér）・エブゲン（Ebügen＝ابوکانAbūkān＝也不干/yěbúgān）については名前が一致するが、残りの息子たちが同一人物の別名なのか、全くの別人なのかは不明である。
また、高昌故城から出土し、現在はロシア科学アカデミーに所蔵されるウイグル語文書の一つには「コルムチ王子（Qorumči oγul）」という人物の名前が挙げられている。この文書が作成されたのは「羊年（＝己未＝1259年＝憲宗モンケの9年）」であること、高昌からほど近いビシュバリクがカダアンの勢力圏であったことなどから、この「コルムチ王子」はカダアンの息子のクルムシ（قورمشی/Qūrmshī）に比定されている。
- オゴデイ・カアン(Ögödei Qa'an ＞窩闊台,اوگتاى قاآن/Ūgtāī Qā'ān)
  - カダアン・オグル(Qada'an oγul ＞合丹/hédān,قدان اغور/Qadān āghūr)
    - ドルジ王(Dorǰi ＞覩爾赤/dǔěrchì,دورجی/Dūrjī)
      - ソセ大王(Söse ＞小薛/xiǎoxuē,سوسه/Sūse)
        - シンギバル大王(Singgibal ＞星吉班/xīngjíbān)

      - アスキバ(Askiba ＞اسکبه/Askiba)

    - イェスル大王(Yesür ＞也速児/yěsùér,ییسور/Yīsūr)
    - キプチャク(Qibčaq ＞قبچاق/Qibchāq)
      - クリル(Quril ＞قوریل/Qūrīl)

    - カダアン・ウブク(Qada'an ubuk ＞قدان اوبوک/Qadān ūbūk)
    - クルムシ・オグル(Qurmši oγul ＞قورمشی/Qūrmshī)
    - イェイェ(Yeye ＞ییه/Yeye)
      - オルク・テムル(Örük temür ＞اورک تیمور/Ūrk tīmūr)
      - イス・テムル(Yiš temür ＞ایش تیمور/Yīsh tīmūr)

    - エブゲン大王(Ebügen ＞也不干/yěbúgān,ابوکانAbūkān)
      - 隴王コランサ(Qorangsa ＞火郎撒/huǒlángsā)

    - イェスン・トゥア大王(Yesün tu'a,也孫脱/yěsūntuō)
    - コニチ大王(Qoniči ＞火你/huǒnǐ)
      - ヨウジュ大王(Yoǰu ＞咬住/yǎozhù)
      - ノカイ大王(Noqai ＞那海/nàhǎi)